# Jurij Kusnezow
Jurij Anatolijowytsch Kusnezow (ukrainisch Юрій Анатолійович Кузнецов, auch Jury Kuznetsov, * 11. Juli 1953 in Odessa, Ukrainische SSR; † 2. Mai 2016) war ein ukrainischer Jazzpianist.
Jurij Kusnezow spielte u. a. im Anatoli Wapirow Septett und Sextett sowie in Wladimir Tarassow's Russian Orchestra. Er war ferner Gründer und Art Director des internationalen Jazzfestivals Jazz-Karneval in Odessa sowie Vorsitzender des Club High Music. Er wurde als Verdienter Künstler der Ukraine ausgezeichnet. Musikalisch bewegte er sich im Spektrum von klassischem bis experimentellem und avantgardistischem Jazz. Er betätigte sich außerdem als Musikpädagoge in Odessa und schrieb Musik zu Theaterstücken. Er starb nach langer Krankheit in der Nacht auf den 2. Mai 2016.

## Diskographische Hinweise
- Sergej Terentjew / Juri Kusnezow:  Light of the Autumn Foliage / Свет Осенней Листвы (Джазовые Композиции) (1983)
- Yury Kuznetsov / Anatoly Vapirov: Bridge Over Sea (AVA Records, 1999)
- Yury Kuznetsov: Venus – Оригинальная Музыка К Спектаклю (Dialog Music, 2002)